# Liste der Nummer-eins-Hits in Spanien (1988)
Dies ist eine Liste der Nummer-eins-Hits in Spanien im Jahr 1988. Sie basiert auf den offiziellen Chartlisten der Asociación Fonográfica y Videográfica de España (AFYVE, heute Promusicae), der spanischen Landesgruppe der IFPI.

## Singles
| | Liste der Nummer-eins-Hits in Spanien | Liste der Nummer-eins-Hits in Spanien | Liste der Nummer-eins-Hits in Spanien                                                             | 1989 → |
| \| Zeitraum \| Wo. ges. \| Interpret \| Titel Autor(en) \| Zusätzliche Informationen \| \| (Zeitraum, Wochen auf Platz eins, Interpret, Titel, Autor[en], zusätzliche Informationen) \| \| \| \| \| \| ----------------------------------------------------------------------------------------- \| -------- \| --------------------- \| ------------------------------------------------------------------------------------------------- \| -------------------------------------------------------------------------------------------------------------------------------------------------------------------------------------------------------------------------------------------------- \| \| 24. Dezember 1987 – 13. Januar 1988 3 Wochen (insgesamt 7) \| 7 \| Rick Astley \| Never Gonna Give You Up Mike Stock, Matt Aitken, Pete Waterman \| – \| \| 14. Januar 1988 – 3. Februar 1988 3 Wochen \| 3 \| The Communards \| Never Can Say Goodbye Clifton Davis \| – \| \| 4. Februar 1988 – 10. Februar 1988 1 Woche (insgesamt 7) \| 7 \| Rick Astley \| Never Gonna Give You Up Mike Stock, Matt Aitken, Pete Waterman \| – \| \| 11. Februar 1988 – 9. März 1988 4 Wochen (insgesamt 11) \| 11 \| Pet Shop Boys \| Always on My Mind Mark James, John Christopher, Wayne Thompson \| – \| \| 10. März 1988 – 16. März 1988 1 Woche (insgesamt 3) \| 3 \| Rick Astley \| Together Forever Mike Stock, Matt Aitken, Pete Waterman \| – \| \| 17. März 1988 – 13. April 1988 4 Wochen (insgesamt 11) \| 11 \| Pet Shop Boys \| Always on My Mind Mark James, John Christopher, Wayne Thompson \| – \| \| 14. April 1988 – 27. April 1988 2 Wochen (insgesamt 3) \| 3 \| Rick Astley \| Together Forever Mike Stock, Matt Aitken, Pete Waterman \| – \| \| 28. April 1988 – 18. Mai 1988 3 Wochen (insgesamt 11) \| 11 \| Pet Shop Boys \| Always on My Mind Mark James, John Christopher, Wayne Thompson \| – \| \| 19. Mai 1988 – 1. Juni 1988 2 Wochen (insgesamt 3) \| 3 \| Casal \| Eloise Musik: Paul Ryan / spanischer Text: José Celestino Álvarez \| Diese Coverversion des 20 Jahre alten Hits von Barry Ryan war der größte Erfolg des extravaganten Sängers. Es war mit Andrew Powell als Produzent und dem London Philharmonic Orchestra in den Abbey Road Studios in London aufgenommen worden.[1] \| \| 2. Juni 1988 – 15. Juni 1988 2 Wochen (insgesamt 15) \| 15 \| Eddy Grant \| Gimme Hope Jo’anna Eddy Grant \| – \| \| 16. Juni 1988 – 22. Juni 1988 1 Woche (insgesamt 3) \| 3 \| Casal \| Eloise Musik: Paul Ryan / spanischer Text: José Celestino Álvarez \| – \| \| 23. Juni 1988 – 14. September 1988 12 Wochen (insgesamt 15) \| 15 \| Eddy Grant \| Gimme Hope Jo’anna Eddy Grant \| – \| \| 15. September 1988 – 21. September 1988 1 Woche (insgesamt 2) \| 2 \| Ofra Haza \| Im nin’alu Musik: Trad. / Text: Shalom Shabazi \| – \| \| 22. September 1988 – 28. September 1988 1 Woche \| 1 \| Fairground Attraction \| Perfect Mark E. Nevin \| – \| \| 29. September 1988 – 2. Oktober 1988 1 Woche \| 1 \| Mory Kanté \| Yeke yeke Mary Kanté \| – \| \| 3. Oktober 1988 – 16. Oktober 1988 2 Wochen \| 2 \| U2 \| Desire Adam Clayton, David Evans, Paul David Hewson, Laurence Mullen \| – \| \| 17. Oktober 1988 – 23. Oktober 1988 1 Woche (insgesamt 2) \| 2 \| Ofra Haza \| Im nin’alu Musik: Trad. / Text: Shalom Shabazi \| – \| \| 24. Oktober 1988 – 30. Oktober 1988 1 Woche \| 1 \| Pet Shop Boys \| Domino Dancing Neil Tennant, Chris Lowe \| – \| \| 31. Oktober 1988 – 20. November 1988 3 Wochen \| 3 \| Milli Vanilli \| Girl You Know It’s True Bill Pettaway jr., Sean Spencer, Kevin Lyles, Rodney Hollaman, Ky Adeyemo \| – \| \| 21. November 1988 – 8. Januar 1989 7 Wochen \| 7 \| Glenn Medeiros \| Nothing’s Gonna Change My Love for You Michael Masser, Gerry Goffin \| – \| |                                       |                                       |                                                                                                   | |
| |                                       |                                       |                                                                                                   | → 1989 → |
| Zeitraum | Wo. ges.                              | Interpret                             | Titel Autor(en)                                                                                   | Zusätzliche Informationen |
| (Zeitraum, Wochen auf Platz eins, Interpret, Titel, Autor[en], zusätzliche Informationen) |                                       |                                       |                                                                                                   | |
| 24. Dezember 1987 – 13. Januar 1988 3 Wochen (insgesamt 7) | 7                                     | Rick Astley                           | Never Gonna Give You Up Mike Stock, Matt Aitken, Pete Waterman                                    | – |
| 14. Januar 1988 – 3. Februar 1988 3 Wochen | 3                                     | The Communards                        | Never Can Say Goodbye Clifton Davis                                                               | – |
| 4. Februar 1988 – 10. Februar 1988 1 Woche (insgesamt 7) | 7                                     | Rick Astley                           | Never Gonna Give You Up Mike Stock, Matt Aitken, Pete Waterman                                    | – |
| 11. Februar 1988 – 9. März 1988 4 Wochen (insgesamt 11) | 11                                    | Pet Shop Boys                         | Always on My Mind Mark James, John Christopher, Wayne Thompson                                    | – |
| 10. März 1988 – 16. März 1988 1 Woche (insgesamt 3) | 3                                     | Rick Astley                           | Together Forever Mike Stock, Matt Aitken, Pete Waterman                                           | – |
| 17. März 1988 – 13. April 1988 4 Wochen (insgesamt 11) | 11                                    | Pet Shop Boys                         | Always on My Mind Mark James, John Christopher, Wayne Thompson                                    | – |
| 14. April 1988 – 27. April 1988 2 Wochen (insgesamt 3) | 3                                     | Rick Astley                           | Together Forever Mike Stock, Matt Aitken, Pete Waterman                                           | – |
| 28. April 1988 – 18. Mai 1988 3 Wochen (insgesamt 11) | 11                                    | Pet Shop Boys                         | Always on My Mind Mark James, John Christopher, Wayne Thompson                                    | – |
| 19. Mai 1988 – 1. Juni 1988 2 Wochen (insgesamt 3) | 3                                     | Casal                                 | Eloise Musik: Paul Ryan / spanischer Text: José Celestino Álvarez                                 | Diese Coverversion des 20 Jahre alten Hits von Barry Ryan war der größte Erfolg des extravaganten Sängers. Es war mit Andrew Powell als Produzent und dem London Philharmonic Orchestra in den Abbey Road Studios in London aufgenommen worden. |
| 2. Juni 1988 – 15. Juni 1988 2 Wochen (insgesamt 15) | 15                                    | Eddy Grant                            | Gimme Hope Jo’anna Eddy Grant                                                                     | – |
| 16. Juni 1988 – 22. Juni 1988 1 Woche (insgesamt 3) | 3                                     | Casal                                 | Eloise Musik: Paul Ryan / spanischer Text: José Celestino Álvarez                                 | – |
| 23. Juni 1988 – 14. September 1988 12 Wochen (insgesamt 15) | 15                                    | Eddy Grant                            | Gimme Hope Jo’anna Eddy Grant                                                                     | – |
| 15. September 1988 – 21. September 1988 1 Woche (insgesamt 2) | 2                                     | Ofra Haza                             | Im nin’alu Musik: Trad. / Text: Shalom Shabazi                                                    | – |
| 22. September 1988 – 28. September 1988 1 Woche | 1                                     | Fairground Attraction                 | Perfect Mark E. Nevin                                                                             | – |
| 29. September 1988 – 2. Oktober 1988 1 Woche | 1                                     | Mory Kanté                            | Yeke yeke Mary Kanté                                                                              | – |
| 3. Oktober 1988 – 16. Oktober 1988 2 Wochen | 2                                     | U2                                    | Desire Adam Clayton, David Evans, Paul David Hewson, Laurence Mullen                              | – |
| 17. Oktober 1988 – 23. Oktober 1988 1 Woche (insgesamt 2) | 2                                     | Ofra Haza                             | Im nin’alu Musik: Trad. / Text: Shalom Shabazi                                                    | – |
| 24. Oktober 1988 – 30. Oktober 1988 1 Woche | 1                                     | Pet Shop Boys                         | Domino Dancing Neil Tennant, Chris Lowe                                                           | – |
| 31. Oktober 1988 – 20. November 1988 3 Wochen | 3                                     | Milli Vanilli                         | Girl You Know It’s True Bill Pettaway jr., Sean Spencer, Kevin Lyles, Rodney Hollaman, Ky Adeyemo | – |
| 21. November 1988 – 8. Januar 1989 7 Wochen | 7                                     | Glenn Medeiros                        | Nothing’s Gonna Change My Love for You Michael Masser, Gerry Goffin                               | – |

## Alben
| | Liste der Nummer-eins-Hits in Spanien | Liste der Nummer-eins-Hits in Spanien | Liste der Nummer-eins-Hits in Spanien | 1989 → |
| \| Zeitraum \| Wo. ges. \| Interpret \| Titel \| Zusätzliche Informationen \| \| (Zeitraum, Wochen auf Platz eins, Interpret, Titel, zusätzliche Informationen) \| \| \| \| \| \| ------------------------------------------------------------------------------ \| -------- \| -------------------------- \| -------------------------- \| -------------------------------------------------------------------------------------------------------------------------------------------------- \| \| 10. Dezember 1987 – 27. Januar 1988 7 Wochen (insgesamt 12) \| 12 \| Luis Cobos \| Tempo d’Italia \| – \| \| 28. Januar 1988 – 10. Februar 1988 2 Wochen (insgesamt 3) \| 3 \| Duncan Dhu \| El grito del tiempo \| Das Album verkaufte 400.000 Exemplare und damit mehr als doppelt so viel wie das Debütalbum der Rockabilly-Band aus San Sebastian im Jahr 1984.[2] \| \| 11. Februar 1988 – 9. März 1988 4 Wochen (insgesamt 12) \| 12 \| Luis Cobos \| Tempo d’Italia \| – \| \| 10. März 1988 – 16. März 1988 1 Woche (insgesamt 3) \| 3 \| Duncan Dhu \| El grito del tiempo \| – \| \| 17. März 1988 – 23. März 1988 1 Woche \| 1 \| George Michael \| Faith \| – \| \| 24. März 1988 – 30. März 1988 1 Woche (insgesamt 12) \| 12 \| Luis Cobos \| Tempo d’Italia \| – \| \| 31. März 1988 – 1. Juni 1988 9 Wochen (insgesamt 10) \| 10 \| Rick Astley \| Whenever You Need Somebody \| – \| \| 2. Juni 1988 – 15. Juni 1988 2 Wochen (insgesamt 4) \| 4 \| Hombres G \| Agitar antes de usar \| – \| \| 16. Juni 1988 – 22. Juni 1988 1 Woche (insgesamt 10) \| 10 \| Rick Astley \| Whenever You Need Somebody \| – \| \| 23. Juni 1988 – 6. Juli 1988 2 Wochen (insgesamt 4) \| 4 \| Hombres G \| Agitar antes de usar \| – \| \| 7. Juli 1988 – 7. September 1988 9 Wochen (insgesamt 12) \| 12 \| Mecano \| Descanso dominical \| – \| \| 8. September 1988 – 21. September 1988 2 Wochen \| 2 \| Joaquín Sabina \| El hombre del traje gris \| – \| \| 22. September 1988 – 11. Oktober 1988 3 Wochen (insgesamt 12) \| 12 \| Mecano \| Descanso dominical \| – \| \| 12. Oktober 1988 – 20. November 1988 6 Wochen \| 6 \| U2 \| Rattle & Hum \| – \| \| 21. November 1988 – 4. Dezember 1988 2 Wochen \| 2 \| Dire Straits \| Money for Nothing \| – \| \| 5. Dezember 1988 – 11. Dezember 1988 1 Woche (insgesamt 3) \| 3 \| Luis Cobos \| Vienna concerto \| – \| \| 12. Dezember 1988 – 8. Januar 1989 4 Wochen \| 4 \| (Verschiedene Interpreten) \| Boom 4 \| – \| |                                       |                                       |                                       | |
| |                                       |                                       |                                       | → 1989 → |
| Zeitraum | Wo. ges.                              | Interpret                             | Titel                                 | Zusätzliche Informationen |
| (Zeitraum, Wochen auf Platz eins, Interpret, Titel, zusätzliche Informationen) |                                       |                                       |                                       | |
| 10. Dezember 1987 – 27. Januar 1988 7 Wochen (insgesamt 12) | 12                                    | Luis Cobos                            | Tempo d’Italia                        | – |
| 28. Januar 1988 – 10. Februar 1988 2 Wochen (insgesamt 3) | 3                                     | Duncan Dhu                            | El grito del tiempo                   | Das Album verkaufte 400.000 Exemplare und damit mehr als doppelt so viel wie das Debütalbum der Rockabilly-Band aus San Sebastian im Jahr 1984. |
| 11. Februar 1988 – 9. März 1988 4 Wochen (insgesamt 12) | 12                                    | Luis Cobos                            | Tempo d’Italia                        | – |
| 10. März 1988 – 16. März 1988 1 Woche (insgesamt 3) | 3                                     | Duncan Dhu                            | El grito del tiempo                   | – |
| 17. März 1988 – 23. März 1988 1 Woche | 1                                     | George Michael                        | Faith                                 | – |
| 24. März 1988 – 30. März 1988 1 Woche (insgesamt 12) | 12                                    | Luis Cobos                            | Tempo d’Italia                        | – |
| 31. März 1988 – 1. Juni 1988 9 Wochen (insgesamt 10) | 10                                    | Rick Astley                           | Whenever You Need Somebody            | – |
| 2. Juni 1988 – 15. Juni 1988 2 Wochen (insgesamt 4) | 4                                     | Hombres G                             | Agitar antes de usar                  | – |
| 16. Juni 1988 – 22. Juni 1988 1 Woche (insgesamt 10) | 10                                    | Rick Astley                           | Whenever You Need Somebody            | – |
| 23. Juni 1988 – 6. Juli 1988 2 Wochen (insgesamt 4) | 4                                     | Hombres G                             | Agitar antes de usar                  | – |
| 7. Juli 1988 – 7. September 1988 9 Wochen (insgesamt 12) | 12                                    | Mecano                                | Descanso dominical                    | – |
| 8. September 1988 – 21. September 1988 2 Wochen | 2                                     | Joaquín Sabina                        | El hombre del traje gris              | – |
| 22. September 1988 – 11. Oktober 1988 3 Wochen (insgesamt 12) | 12                                    | Mecano                                | Descanso dominical                    | – |
| 12. Oktober 1988 – 20. November 1988 6 Wochen | 6                                     | U2                                    | Rattle & Hum                          | – |
| 21. November 1988 – 4. Dezember 1988 2 Wochen | 2                                     | Dire Straits                          | Money for Nothing                     | – |
| 5. Dezember 1988 – 11. Dezember 1988 1 Woche (insgesamt 3) | 3                                     | Luis Cobos                            | Vienna concerto                       | – |
| 12. Dezember 1988 – 8. Januar 1989 4 Wochen | 4                                     | (Verschiedene Interpreten)            | Boom 4                                | – |